# IC 167
IC 167 је спирална галаксија у сазвјежђу Ован која се налази на листи објеката дубоког неба у Индекс каталогу.
Деклинација објекта је + 21° 54' 45" а ректасцензија 1h 51m 8,5s. Привидна величина (магнитуда) објекта IC 167 износи 12,9 а фотографска магнитуда 13,6. Налази се на удаљености од 31,100 милиона парсека од Сунца. IC 167 је још познат и под ознакама UGC 1313, MCG 4-5-21, CGCG 482-25, ARP 31, IRAS 01483+2139, PGC 6833.